# 释观空
释观空（1903年—1989年），俗姓廖，男，湖南耒阳人，中国佛教僧人、佛学家、翻译家，曾任中国佛教协会名誉理事。